# Plagioscyphus louvelii
Plagioscyphus louvelii är en kinesträdsväxtart som beskrevs av Danguy & Choux. Plagioscyphus louvelii ingår i släktet Plagioscyphus och familjen kinesträdsväxter. Inga underarter finns listade i Catalogue of Life.